# L'Œil sur la ville
L'Œil sur la ville (France) ou Caméra cachée café (Québec) (To Surveil With Love) est le 20e épisode de la saison 21 de la série télévisée Les Simpson.

## Synopsis
M. Burns, n'ayant plus de place pour stocker les déchets nucléaires de la centrale de Springfield, décide de cacher du plutonium dans le sac de sport d'Homer. Lorsque ce dernier oublie son sac à la gare, le bagage, considéré comme un colis suspect, est dynamité, déclenchant ainsi une explosion nucléaire. Les autorités, croyant à un attentat terroriste, installent des caméras de surveillance partout à Springfield pour éviter que cela ne se reproduise. Ned Flanders en prend la charge.
Pendant ce temps, Lisa, qui ne supporte plus d'être moquée parce qu'elle est blonde, se teint les cheveux en brun.